# Роазио
Роа̀зио (на италиански: Roasio; на пиемонтски: Roaso, Роазо) е село и община в Северна Италия, провинция Верчели, регион Пиемонт. Разположено е на 278 m надморска височина. Населението на общината е 2501 души (към 2010 г.).